# سنیران اتو
سنیران اتو (به فرانسوی: SenIran Auto) یک شرکت خودروسازی ایرانی–سنگالی است که در سال ۲۰۰۷ تأسیس شده و در شهر تی‌یس در نزدیکی داکار قرار دارد. ۶۰٪ از سهام این شرکت به ایران خودرو و مابقی آن به دولت سنگال و بخش خصوصی این کشور تعلق دارد.
این شرکت خودروی سمند را با نام تجاری ماندوری تولید و عرضه می‌کند. در سال ۱۳۸۹ برای اولین بار محموله‌ای از قطعات خودروی پراید برای مونتاژ به این کارخانه فرستاده شد.